# 戈萊斯坦國家公園
37°32′51″N 56°22′57″E / 37.547527°N 56.382423°E

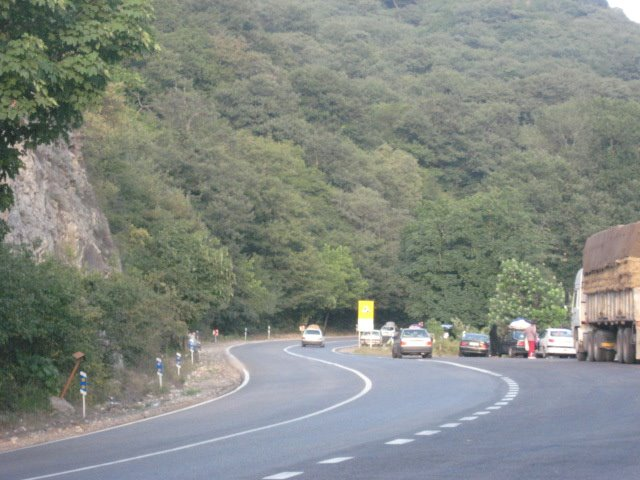

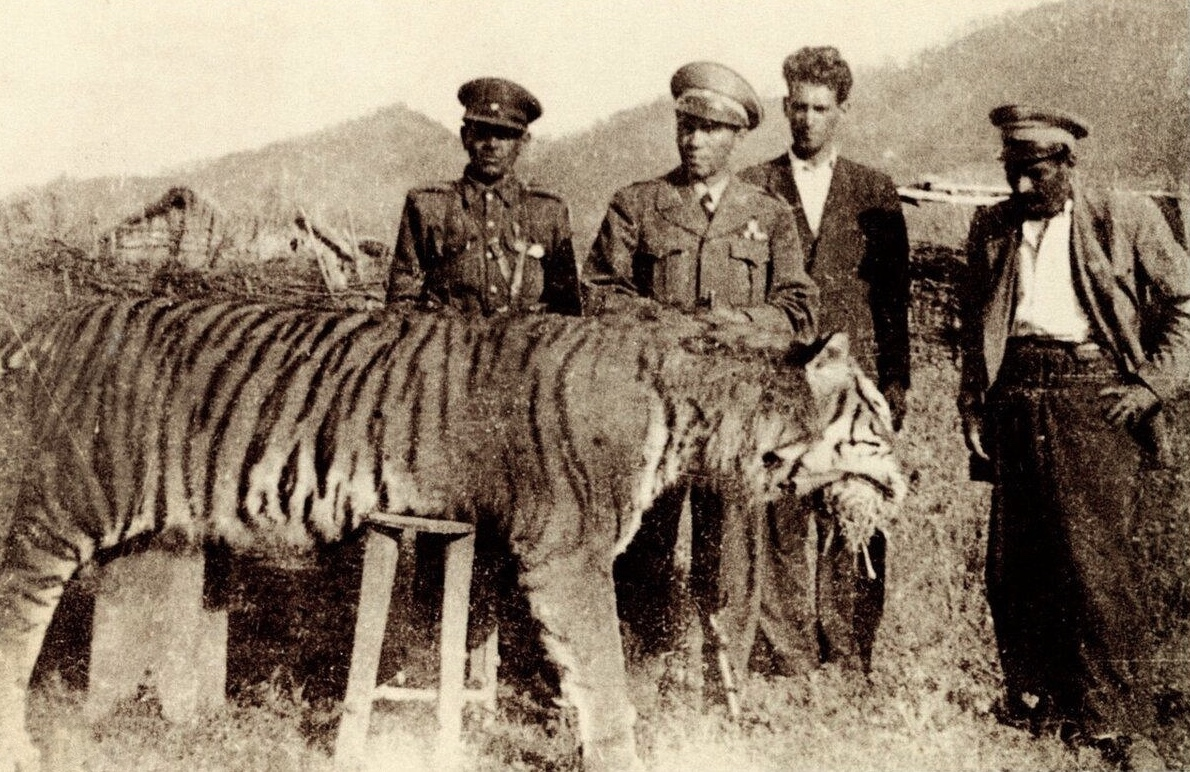

戈萊斯坦國家公園是伊朗的國家公園，位於該國北部戈勒斯坦省，面積919平方公里，有伊朗狼、棕熊、亞洲胡狼、野豬、西方狍、赤羊、野山羊等野生動物棲息。